# Course en ligne féminine des juniors aux championnats du monde de cyclisme sur route 2014
Navigation
Florence 2013 Richmond 2015
La course en ligne féminine des juniors aux championnats du monde de cyclisme sur route 2014 a eu lieu le 26 septembre 2014 à Ponferrada, en Espagne. L'épreuve disputée sur 72,80 km, est réservée aux coureuses nées en 1996 et 1997.
Le titre a été remporté par la Danoise Amalie Dideriksen lors d'un sprint d'une vingtaine de coureuses respectivement devant l'Italienne Sofia Bertizzolo et la Polonaise Agnieszka Skalniak.

## Système de sélection
Toutes les fédérations nationales peuvent inscrire 8 coureuses dont 4 partantes. En plus de ce nombre les championnes continentales actuelles peuvent être ajoutées aux quotas. La championne du monde sortante n'est pas autorisée à prendre part à la course car elle ne fait plus partie de la catégorie.
| Championne               | Nom                | Pays             |
| ------------------------ | ------------------ | ---------------- |
| Championne d'Afrique     | Monique Gerber     | Afrique du Sud   |
| Championne panaméricaine | Karen Flores       | Mexique          |
| Championne d'Asie        | Nadezhda Geneleva  | Kazakhstan       |
| Championne d'Europe      | Sofia Bertizzolo   | Italie           |
| Championne d'Océanie     | Elizabeth Stannard | Nouvelle-Zélande |

## Parcours
La course a lieu sur le même circuit que les autres courses sur route et est composé de 7 tours. Le circuit est long de 18,2 kilomètres et comprend deux côtes. Les coureuses montent au total 306 mètres par tour et l'inclinaison maximale est de 11 %. Les quatre premiers kilomètres sont plats, après quoi commence la montée vers l'Alto de Montearenas, avec une pente moyenne de 8 %. Après quelques centaines de mètres le reste de l'ascension est beaucoup plus plat et les 5,1 kilomètres restants sont en moyenne de 3,5 %. Vient ensuite la descente, avec au plus fort une pente de 16 %. L'Alto de Compostilla est une courte montée de 1,1 kilomètre. La pente moyenne est de 6,5 % et certaines des parties les plus raides atteignent 11 %. La distance restante de 4,5 kilomètres est presque complètement en descente.

## Programme
Les horaires sont ceux de l'heure normale d'Europe centrale (UTC+1)
| Date              | Horaire        |                        |
| ----------------- | -------------- | ---------------------- |
| 26 septembre 2014 | 9 h 00-11 h 10 | Course en ligne junior |
| 26 septembre 2014 | 11 h 30        | Cérémonie              |

## Primes
L'UCI attribue un total de 3 450 € aux trois premières de l'épreuve.
| Position | 1re     | 2e      | 3e    | Total   |
| Montant  | 1 533 € | 1 150 € | 767 € | 3 450 € |

## Classement
Sur les 93 participantes, 85 coureuses ont parcouru les 72,8 km.
|                           | Coureuse                | Pays            |    | Temps          |
| ------------------------- | ----------------------- | --------------- | -- | -------------- |
| Médaille d'or, monde      | Amalie Dideriksen       | Danemark        | en | 2 h 2 min 59 s |
| Médaille d'argent, monde  | Sofia Bertizzolo        | Italie          | +  | 0 s            |
| Médaille de bronze, monde | Agnieszka Skalniak      | Pologne         |    | 0 s            |
| 4                         | Nikola Noskova          | Tchéquie        |    | 0 s            |
| 5                         | Lisa Klein              | Allemagne       |    | 0 s            |
| 6                         | Greta Richioud          | France          |    | 0 s            |
| 7                         | Jeanne Korevaar         | Pays-Bas        |    | 0 s            |
| 8                         | Jelena Erić             | Serbie          |    | 0 s            |
| 9                         | Saartje Vandenbroucke   | Belgique        |    | 0 s            |
| 10                        | Mathilde Cartal         | France          |    | 0 s            |
| 11                        | Alexandra Manly         | Australie       |    | 0 s            |
| 12                        | Daria Pikulik           | Pologne         |    | 0 s            |
| 13                        | Kiyoka Sakaguchi        | Japon           |    | 0 s            |
| 14                        | Inga Rodieck            | Allemagne       |    | 0 s            |
| 15                        | Sina Frei               | Suisse          |    | 0 s            |
| 16                        | Lenny Druyts            | Belgique        |    | 0 s            |
| 17                        | Janelle Cole            | États-Unis      |    | 0 s            |
| 18                        | Yumi Kajihara           | Japon           |    | 0 s            |
| 19                        | Liah Harvie             | Canada          |    | 3 s            |
| 20                        | Katia Ragusa            | Italie          |    | 3 s            |
| 21                        | Svetlana Ryabova        | Kazakhstan      |    | 6 s            |
| 22                        | Faina Potapova          | Kazakhstan      |    | 11 s           |
| 23                        | Paula Patino            | Colombie        |    | 11 s           |
| 24                        | Sofia Beggin            | Italie          |    | 13 s           |
| 25                        | Soline Lamboley         | France          |    | 15 s           |
| 26                        | Maria Calderón          | Espagne         |    | 15 s           |
| 27                        | Pernille Mathiesen      | Danemark        |    | 15 s           |
| 28                        | Dafne Theroux-Izquierdo | Canada          |    | 15 s           |
| 29                        | Angela Adelsberger      | Autriche        |    | 15 s           |
| 30                        | Camila Valbuena         | Colombie        |    | 15 s           |
| 31                        | Cristina Martínez       | Espagne         |    | 15 s           |
| 32                        | Nikola Zdráhalová       | Tchéquie        |    | 15 s           |
| 33                        | Laurence Dumais         | Canada          |    | 15 s           |
| 34                        | Nikol Plosaj            | Pologne         |    | 15 s           |
| 35                        | Macey Stewart           | Australie       |    | 20 s           |
| 36                        | Emma White              | États-Unis      |    | 28 s           |
| 37                        | Mel Lowther             | Grande-Bretagne |    | 28 s           |
| 38                        | Yarely Salazar          | Mexique         |    | 28 s           |
| 39                        | Jip van den Bos         | Pays-Bas        |    | 30 s           |
| 40                        | Endija Rutule           | Lettonie        |    | 1 min 32 s     |
| 41                        | Bethany Hayward         | Grande-Bretagne |    | 1 min 42 s     |
| 42                        | Sara Wackermann         | Italie          |    | 2 min 18 s     |
| 43                        | Maria Kantsyber         | Russie          |    | 2 min 19 s     |
| 44                        | Rocío García            | Espagne         |    | 2 min 19 s     |
| 45                        | Madeleine Boutet        | États-Unis      |    | 4 min 10 s     |
| 46                        | Hannah Swan             | États-Unis      |    | 4 min 10 s     |
| 47                        | Julia Scheidegger       | Suisse          |    | 6 min 27 s     |

|    | Coureuse                | Pays            |  | Temps       |
| -- | ----------------------- | --------------- |  | ----------- |
| 48 | Eva Maria Palm          | Belgique        |  | 7 min 40 s  |
| 49 | Aline Seitz             | Suisse          |  | 7 min 49 s  |
| 50 | Milda Aužbikavičiūtė    | Lituanie        |  | 7 min 49 s  |
| 51 | Megan Barker            | Grande-Bretagne |  | 7 min 49 s  |
| 52 | Anna-Leeza Hull         | Australie       |  | 7 min 53 s  |
| 53 | Ellinor Huusko          | Suède           |  | 9 min 43 s  |
| 54 | Chanella Stougje        | Pays-Bas        |  | 9 min 43 s  |
| 55 | Wiebke Rodieck          | Allemagne       |  | 9 min 43 s  |
| 56 | Fanny Zambon            | France          |  | 9 min 43 s  |
| 57 | Ema Manikaitė           | Lituanie        |  | 9 min 43 s  |
| 58 | Marta Lach              | Pologne         |  | 9 min 43 s  |
| 59 | Katja Jeretina          | Slovénie        |  | 9 min 43 s  |
| 60 | Brenda Santoyo          | Mexique         |  | 9 min 43 s  |
| 61 | Viktoria Popova         | Russie          |  | 9 min 43 s  |
| 62 | Karen Flores            | Mexique         |  | 9 min 43 s  |
| 63 | Ernesta Strainytė       | Lituanie        |  | 9 min 43 s  |
| 64 | Christina Schweinberger | Autriche        |  | 9 min 43 s  |
| 65 | Anastasiia Pliaskina    | Russie          |  | 9 min 43 s  |
| 66 | Sara Poidevin           | Canada          |  | 9 min 43 s  |
| 67 | Coral Casado            | Espagne         |  | 9 min 43 s  |
| 68 | Jacqueline Dietrich     | Allemagne       |  | 9 min 43 s  |
| 69 | Catherine Colyn         | Afrique du Sud  |  | 9 min 43 s  |
| 70 | Daria Egorova           | Russie          |  | 9 min 48 s  |
| 71 | Kimberley Le Court      | Maurice         |  | 10 min 22 s |
| 72 | Nicole Nesti            | Italie          |  | 10 min 37 s |
| 73 | Ebtissam Zayed Ahmed    | Égypte          |  | 11 min 18 s |
| 74 | Aafke Soet              | Pays-Bas        |  | 12 min 06 s |
| 75 | Ana Paula Casetta       | Brésil          |  | 14 min 16 s |
| 76 | Linda Halleröd          | Suède           |  | 15 min 03 s |
| 77 | Yekaterina Yuraitis     | Kazakhstan      |  | 16 min 17 s |
| 78 | Nadezhda Geneleva       | Kazakhstan      |  | 16 min 21 s |
| 79 | Mari-Liis Mõttus        | Estonie         |  | 16 min 21 s |
| 80 | Michelle Benson         | Afrique du Sud  |  | 16 min 21 s |
| 81 | Renata da Silva Lopes   | Brésil          |  | 16 min 21 s |
| 82 | Marike Tache            | Roumanie        |  | 16 min 21 s |
| 83 | Ayşe Çakır              | Turquie         |  | 16 min 21 s |
| 84 | Ekaterina Knebeleva     | Ouzbékistan     |  | 16 min 21 s |
| 85 | Monique Gerber          | Afrique du Sud  |  | 16 min 34 s |
|    | Grace Garner            | Grande-Bretagne |  | Abd         |
|    | Menatalla Essam Ragab   | Égypte          |  | Abd         |
|    | Gamze Kıyas             | Turquie         |  | Abd         |
|    | Julia Karlsson          | Suède           |  | Abd         |
|    | Josie Knight            | Irlande         |  | Abd         |
|    | Fien Delbaere           | Belgique        |  | Abd         |
|    | Zeynep Ezgi Tekinoğlu   | Turquie         |  | Abd         |
|    | Tereza Medvedová        | Slovaquie       |  | Abd         |